# شرکت سرمایه‌گذاری تأمین اجتماعی
شرکت سرمایه‌گذاری تأمین اجتماعی (به‌اختصار: شستا) شرکت هلدینگ سرمایه‌گذاری متعلق به سازمان تأمین اجتماعی است، که در زمینه مدیریت سرمایه‌گذاری، تجارت و بازرگانی، مدیریت دارایی و مبادلات سهام شرکت‌ها، فعالیت می‌کند.
شرکت شستا در سال ۱۳۶۵ در قالب یک شرکت سهامی خاص، با سرمایه اولیه ۲ میلیارد تومان، از دارایی‌های سازمان تأمین اجتماعی تأسیس گردید. در حال حاضر به‌طور متوسط معادل ۱۰ درصد از مجموع ارزش بازار بورس اوراق بهادار تهران، متعلق به شرکت‌های زیرمجموعه شستا است.

## تاریخچه
تأسیس شرکت سرمایه‌گذاری تأمین اجتماعی (شستا) ضرورتی برخاسته از رسالت عظیم سازمان تأمین اجتماعی درحفظ و صیانت از نیروهای مولد کشور می‌باشد سازمان تأمین اجتماعی بعنوان محوری‌ترین صندوق بیمه ای کشور و یکی از بزرگترین نهادهای بیمه ای منطقه غرب آسیا در راستای تأمین آتیه نیروی کار کشور وخانواده‌هایشان نیازمند برنامه‌ریزی دقیق اقتصادی و سرمایه گذاریهای پربازده بمنظور حفظ ارزش ذخایر بیمه شدگان و تأمین منابع لازم برای ایفای حمایت‌ها و تعهدات بلندمدت و کوتاه مدت خود می‌باشد.
سازمان بین‌المللی تأمین اجتماعی (ISSA) در چارچوب‌های هدایتی خود برای پایداری صندوقهای تأمین اجتماعی توجه به موضوع سرمایه‌گذاری را برای تمام صندوقهای مزبور امری ضروری می‌داند تا این صندوق‌ها درگذر زمان بتوانند ارزش دارائی‌ها و منابع خود را حفظ و صیانت نمایند. به همین منظور شرکت سرمایه‌گذاری تأمین اجتماعی (شستا) بعنوان یک مجموعه تخصصی در امر سرمایه‌گذاری در تاریخ ۱۳۶۵/۰۱/۰۶ بصورت یک شرکت سهامی خاص با سرمایه اولیه ۲۰ میلیارد ریال تأسیس گردید. هدف اصلی شستا مدیریت کارآمد منابع مالی تخصیص یافته با رویکرد سودآوری و ارزش افزوده حداکثری در بازارهای سرمایه داخلی و خارجی از طریق فعالیت‌های تولید هدف اصلی شستا مدیریت کارآمد منابع مالی تخصیص یافته با رویکرد سودآوری و ارزش افزوده حداکثری در بازارهای سرمایه داخلی و خارجی از طریق فعالیت‌های تولیدی، خدماتی و بازرگانی می‌باشد.
امروز پس از گذشت بیش از ۳ دهه فعالیت مستمر، شستا به یکی از شرکت‌های بزرگ اقتصادی در سطح خاورمیانه تبدیل شده‌است و با تدوین چشم‌انداز و افق‌های آرمانی خود و برنامه‌ریزی استراتژیک می‌رود تا در آینده ای نه چندان دور به یک بنگاه اقتصادی تراز اول در سطح جهانی تبدیل شود 

## دارایی‌ها
شستا یک شرکت سرمایه‌گذاری هلدینگ است که مجموعه‌ای با بیش از ۱۶۶ شرکت (مدیریتی) را اداره می‌کند. مجموع دارایی‌های این شرکت در سال ۱۳۹۷ بالغ بر ۵۷ هزار میلیارد تومان و درآمد سالانه آن نزدیک به ۳۲ هزار میلیارد تومان اعلام شده‌است، که در پایان سال مالی منتهی به ۱۳۹۹/۰۳/۳۱ به ۵۲ هزار میلیارد تومان رسیده‌است. همچنین درآمد شرکت‌های فرعی شستا که در بورس تهران فعال می‌باشند در سال ۱۳۹۱ در مجموع بالغ بر ۱٫۶۰۰ میلیارد تومان برآورد گردید.

## سودآوری
سود خالص از ۴٫۵ هزار میلیارد تومان در سال مالی منتهی به خرداد ۹۸ با رشد بی نظیر ۳۲۷ درصدی به بیش از ۱۹ هزار میلیارد تومان در سال مالی منتهی به خرداد ۹۹ افزایش یافت و با تداوم این روند با رشد ۷۰ درصدی به بیش از ۳۲ هزار میلیارد تومان در سال مالی منتهی به خرداد ۱۴۰۰ رسید

## روند افزایش سرمایه
سال ۹۸ سرمایه شستا از ۳٫۹ به ۸ هزار میلیارد تومان افزایش یافت. سال ۹۸ نیز با توجه به عملکرد طی دوره مالی منتهی به خرداد بالغ بر ۷٫۷ هزار میلیارد تومان سود حاصل از فروش سرمایه‌گذاری‌ها محقق شده‌است. طبق ماده ۵۸ اساسنامه، صرفاً ۲۰ درصد از این مبلغ قابلیت تقسیم داشته و مابقی معادل ۶٫۲ هزار میلیارد تومان باید به حساب اندوخته سرمایه‌ای منتقل و پس از رسیدن به نصف سرمایه ثبت شده فعلی به سرمایه تبدیل شود.
شرکت سرمایه‌گذاری تأمین اجتماعی سرمایه را از ۸ به ۱۴٫۲ هزار میلیارد تومان رساند.

## هیئت مدیره و مدیران
هیئت مدیره شرکت شستا متشکل از ۵ عضو اصلی است. تا پیش از روی کار آمدن دولت یازدهم، این تعداد ۷ نفر بود که با انتخاب کادر مدیریت جدید سازمان تأمین اجتماعی، در جلسه ۳ شهریور ۱۳۹۲ هیئت مدیره آن سازمان تصمیم گرفته شد تا اعضای هیئت‌مدیره شستا به ۵ نفر کاهش یابد. طبق این تصمیم، در همان موقع سعید مرتضوی و احسان یارمحمد (مدیرعامل وقت) از هیئت مدیره برکنار شدند.

اعضای هیئت مدیره:
- محمدرضا سعیدی (سرپرست مدیرعاملی و نایب‌رئیس هیئت مدیره)[۷]

- علیرضا چناری (عضو موظف هيئت مدیره)
- غلام رضا رحیمی (عضو غیرموظف هیئت مدیره)

مدیران:
- حسن جباری معاون امور شرکت ها
- محمد ابوالقاسمی معاون مالی و سرمایه انسانی

- محمدرضا حمیدی معاون نوآوری و اقتصاد دانش‌بنیان
- احسان احمدی معاون برنامه ریزی راهبردی و سرمایه گذاری
- احسان جعفری مدیر بازرسی و بررسی‌های ویژه
- زینب پاشاپور مدیر امورحقوقی و قراردادها
- مجید گودرزی مدیر فناوری و تحلیل داده ها

## شرکت‌های تابعه
شستا دارای ۱۶۶ شرکت زیرمجموعه (مدیریتی) و ۹ شرکت هلدینگ اصلی و چند شرکت هلدینگ فرعی است، که فعالیت‌های گسترده‌ای را در صنایع مختلف در ایران انجام می‌دهند. این فعالیت‌ها در بخش توزیع از صنایع دارویی، بخش سیمان از صنعت ساختمان، بازار قیر از صنایع پایین‌دستی نفت، کارخانجات لاستیک و تایر، ترابری ریلی و دریایی و برخی فعالیت‌های اقتصادی دیگر است. از شرکت‌های وابسته که تمام یا بخش عمده سهام آن‌ها متعلق به شستا است، شامل: شرکت سرمایه‌گذاری نفت، گاز و پتروشیمی تأمین تاپیکو، شرکت پالایش نفت ستاره خلیج فارس، شرکت پتروشیمی فناوران، پتروشیمی خراسان، پتروشیمی غدیر، پتروشیمی آبادان، پتروشیمی فارابی، شرکت کربن ایران، شرکت دوده صنعتی پارس، شرکت نیرو کلر، پتروشیمی شیمی بافت، شرکت سرمایه‌گذاری دارویی تأمین (تیپیکو)، کشتیرانی جمهوری اسلامی ایران، شرکت ملی نفتکش ایران، شرکت سرمایه‌گذاری صدرتامین تاصیکو، شرکت سولیران، لوازم خانکی پارس، شرکت صنایع مس باهنر، شرکت پالایش نفت ایرانول، شرکت نفت پاسارگاد، شرکت پرسی ایران گاز، شرکت لاستیک بارز، شرکت هلدینگ سلولوزی تأمین، شرکت حریر خوزستان، شرکت صنایع کاغذسازی کاوه، صنایع چوب خزر کاسپین، صنایع چوب و کاغذ ایران چوکا، شرکت محصولات کاغذی لطیف، شرکت بازرسی فنی و کنترل خوردگی تکین کو، شرکت مهندسی و نصب فیرمکو پارس، شرک ماشین‌سازی پارس، شرکت سرمایه‌گذاری صبا تأمین، شرکت کارگزاری باهنر، شرکت کارگزاری صبا تأمین، شرکت کارگزاری بیمه تأمین آینده، شرکت سرمایه‌گذاری هامون شمال، شرکت خدمات مدیریت صبا تأمین، شرکت ماکرو اینترنشنال سرویس امارات، شرکت گروه دارویی داروپخش، شرکت کارخانجات داروپخش، شرکت توزیع داروپخش، داروسازی اکسیر، داروسازی فارابی، شرکت کشت و دامداری فکا، شرکت داروسازی زهراوی، داروسازی ابوریحان، داروسازی کاسپین تأمین، لابراتوارهای رازک، پارس دارو، شرکت پخش هجرت و شرکت ژلاتین کپسول ایران، شرکت هلدینگ سیمان تأمین، شرکت سیمان فارس و خوزستان، سیمان صوفیان، شرکت سیمان ارومیه، شرکت سیمان قاین، سمان بجنورد، سیمان خوزستان، سیمان فارس، سیمان خزر، سیمان نی ریز، سیمان غرب، سیمان خاش، سیمان ساوه، سیمان درود، شر کت سیمان شاهرود، شرکت سیمان آبیک، شرکت کشتی سازی اروندان، شرکت ایران سازه، شرکت تهران بتن، شرکت گچ فارس، شرکت سیمان زنجان، شرکت ساختمان سد و تأسیسات آبیاری سابیر، شرکت ارجان صنعت فارس، شرکت خدمات مهندسی فارس و خوزستان، شرکت تحقیق و توسعه سیمان، بین‌المللی بازرسی کالای تجاری، شرکت دورال، شرکت سنگ تزئینی کلاردشت، شرکت سنگ آهن مرکزی، شرکت تولید نیروی برق خلیج فارس، شرکت انتشارات علمی و فرهنگی و شرکت رایتل می‌باشند. 
هلدینگهای زیرمجموعه:
1. شرکت سرمایه‌گذاری نفت، گاز و پتروشیمی تأمین
2. شرکت سرمایه‌گذاری دارویی تأمین
3. شرکت سرمایه‌گذاری سیمان تأمین
4. شرکت سرمایه‌گذاری صدر تأمین
5. شرکت سرمایه‌گذاری صبا تأمین
6. شرکت سرمایه‌گذاری صنایع عمومی تأمین
7. خدمات ارتباطی رایتل
8. شرکت سرمایه‌گذاری توسعه انرژی تأمین
9. کشتیرانی جمهوری اسلامی ایران

## پذیرش در بورس
شرکت سرمایه‌گذاری تأمین اجتماعی (شستا) پس از طی یک سال آماده‌سازی و اصلاح ساختار مالی و سبد سرمایه‌گذاری‌ها و نیز فراهم آوردن الزامات بازار سرمایه، در فروردین‌ماه سال ۱۳۹۹ در بورس اوراق بهادار تهران عرضه شد.
از اردیبهشت‌ماه سال ۱۳۹۸ بیش از ده هزار نفر ساعت بر روی آماده‌سازی مستندات، برگزاری جلسات هماهنگی هیئت‌های پذیرش، تهیه امیدنامه جامع و برنامه کسب‌وکار و غیره برای به سرانجام رسیدن این عرضه که به‌عنوان بزرگ‌ترین عرضه اولیه تاریخ بورس ایران شناخته می‌شود صرف شده‌است.
چهارشنبه ۲۷ فروردین ۹۹ تعداد ۸ میلیارد سهم معادل ۱۰ درصد از سهام شرکت سرمایه‌گذاری تأمین اجتماعی به عنوان پانصد و سی و هفتمین شرکت پذیرفته شده برای اولین بار پس از پذیرش و درج نام شرکت در فهرست شرکت‌های پذیرفته شده در بورس اوراق بهادار تهران، عرضه شد.
این میزان سهم در بخش «هلدینگ چند رشته‌ای صنعتی»، گروه و طبقه «شرکت‌های صنعتی چند رشته‌ای» در فهرست نرخ‌های بازار دوم و در نماد «شستا» به شیوه ثبت سفارش جهت کشف قیمت عرضه شد.
از این تعداد ۶ میلیارد و ۷۰۰ میلیون سهم برای عرضه عمومی و یک میلیارد و ۳۰۰ میلیون سهم هم به منظور عرضه به صندوق‌های سرمایه‌گذاری در نظر گرفته شد. پیش از این عرضه، از ۱۸۸ شرکت مدیریتی شستا ۸۲ شرکت وارد بورس شده بودند.

## بورس تهران
۱۰ درصد از سهام این شرکت در تاریخ ۱۳۹۹/۰۱/۲۷ در بورس اوراق بهادار تهران عرضه شد.
شستا در ۹ صنعت اصلی زیر حضور فعال دارد:
- نفت، گاز و پتروشیمی

- داروسازی
- معدن
- سیمان
- تولید نیروی برق
- فناوری اطلاعات
- ترابری دریایی
- مالی
- کشاورزی و دامپروری

البته این شرکت در صنایع سلولزی، کاشی و سرامیک، لوازم خانگی و لاستیک نیز فعال است. 

## قیمت سهام
مشاهده قیمت سهام در سایت بورس
مشاهده قیمت سهام در مرکز پردازش اطلاعات مالی ایران
مشاهده قیمت روز سهام